# Copa Chile 2015
La Copa Chile 2015, oficialmente Copa Chile MTS 2015 por razones de patrocinio, fue la 36.º edición del torneo de copa de fútbol de Chile, correspondiente a la temporada 2015-2016. Se jugó desde 8 de julio de 2015 hasta el 2 de diciembre de 2015.
Su organización estuvo a cargo de la Asociación Nacional de Fútbol Profesional de Chile (ANFP) y contó con la participación de los 32 equipos de Primera División y Primera B. La competición se jugó inicialmente bajo el sistema de todos contra todos, en ocho grupos de cuatro equipos cada uno, y luego bajo el sistema de eliminación directa.
Universidad de Chile, quien resultó ser el campeón al vencer en la final a Colo-Colo, disputó la Supercopa de Chile 2016 ante el campeón de la Primera División de la temporada 2015-2016, además de obtener un cupo para la Copa Libertadores de América 2016. Asimismo, Colo-Colo, en calidad de subcampeón, clasificó como Chile 4 a la Copa Sudamericana 2016, pero cedió su cupo en ese torneo, debido a que el cuadro albo, se clasificó como Chile 2 a la Copa Libertadores de América 2016, por coronarse campeón del Torneo de Apertura Scotiabank 2015-2016.
Esta edición tuvo el récord de menor asistencia de público para un partido oficial, lo cual ocurrió en el duelo entre las escuadras de Athletic Club Barnechea y Magallanes que se jugó en el Estadio Municipal Lucio Fariña Fernández al cual solo asistieron 15 personas controladas.

## Antecedentes
La Copa Chile es un torneo oficial de fútbol por fase de grupos y fase final que se disputa anualmente entre clubes chilenos. Es organizada por la Asociación Nacional de Fútbol Profesional (ANFP), perteneciente a la Federación de Fútbol de Chile. El campeón de la competencia obtiene un cupo para la Copa Libertadores de América del año siguiente, así como también el derecho a disputar la Supercopa de Chile. Por su parte, el subcampeón del torneo obtendrá un cupo para la Copa Sudamericana del próximo año.
El torneo estuvo interrumpido desde 2000 hasta 2008, año en que se reestructuró por completo, pasando de un formato de grupos a un formato de playoffs y abriendo la participación a equipos de Primera B, Tercera División y Tercera B, sumándose a los equipos de Primera División. Gran parte del torneo es jugado en paralelo a estos campeonatos. También contó con la participación de equipos invitados, provenientes de torneos regionales de la ANFA.
El campeón vigente durante el torneo era Universidad de Concepción, que ganó la edición 2014-15, en cuya final venció a Palestino. El club con más títulos es Colo-Colo, que ha alzado la copa en diez oportunidades.
En este torneo volvieron a disputar la copa sólo los equipos de Primera División y Primera B, excluyendo nuevamente a las divisiones inferiores del fútbol Chileno, tal como sucedió en la edición anterior. La única modificación en cuanto a los equipos participantes, es la incorporación de Deportes Puerto Montt, equipo que se coronó campeón de la Segunda División Profesional 2014-15 y que reemplazó a Lota Schwager, equipo que descendió de la Primera B, por la tabla acumulada. El equipo "salmonero" no participaba en la Copa Chile desde la edición de 2012-13, cuando fue eliminado en la fase de grupos.
- Primera División: 16 equipos
- Primera B: 16 equipos

## Árbitros
Esta es la lista de árbitros de la Copa Chile 2015. En la tabla se muestran los nombres de cada árbitro con sus respectivos partidos dirigidos, así como también se detallan las tarjetas amarillas y rojas mostradas, y los penales sancionados.
| Árbitros de Primera División |              |                    |                    |                |                  |
| Árbitro                      | Árbitro FIFA | Partidos dirigidos | Tarjetas amarillas | Tarjetas rojas | Penales cobrados |
| Cristián Andaur              |              | 5                  | 12                 | 1              | 1                |
| Franco Arrué                 |              | 3                  | 16                 | 2              |                  |
| Julio Bascuñán               |              | 4                  | 20                 |                | 1                |
| César Deischler              |              | 3                  | 13                 | 1              | 1                |
| Eduardo Gamboa               |              | 4                  | 16                 | 1              | 2                |
| Francisco Gilabert           |              | 3                  | 15                 |                |                  |
| Felipe González              |              | 3                  | 21                 | 1              |                  |
| Angelo Hermosilla            |              | 3                  | 16                 |                | 1                |
| Jorge Osorio                 |              | 3                  | 21                 | 3              | 2                |
| Enrique Osses                |              | 2                  | 4                  |                | 1                |
| Patricio Polic               |              | 4                  | 18                 | 1              | 2                |
| Claudio Puga                 |              | 4                  | 10                 |                |                  |
| Roberto Tobar                |              | 4                  | 16                 | 1              | 2                |
| Rafael Troncoso              |              | 5                  | 20                 | 2              | 4                |
| Carlos Ulloa                 |              | 3                  | 13                 |                | 3                |

| Árbitros de Primera B |                    |                    |                |                  |
| Árbitro               | Partidos dirigidos | Tarjetas amarillas | Tarjetas rojas | Penales cobrados |
| Claudio Aranda        | 4                  | 17                 | 1              | 3                |
| Patricio Blanca       | 3                  | 11                 | 2              |                  |
| José Cabero           | 3                  | 9                  |                | 1                |
| René De la Rosa       | 4                  | 13                 | 1              | 2                |
| Nicolás Gamboa        | 3                  | 19                 |                | 1                |
| Marcelo González      | 3                  | 10                 | 2              | 2                |
| Marcelo Jeria         | 2                  | 8                  | 2              | 1                |
| Héctor Jona           | 3                  | 14                 | 1              | 2                |
| Piero Maza            | 4                  | 23                 |                | 2                |
| Nicolás Muñoz         | 3                  | 10                 | 3              |                  |
| Omar Oporto           | 3                  | 12                 |                | 1                |
| Cristián Pavez        | 2                  | 14                 | 2              | 1                |
| Christian Rojas       | 3                  | 18                 | 1              |                  |
| Carlos Rumiano        | 2                  | 13                 | 2              |                  |
| Julio Abdala          | 1                  | 6                  |                |                  |

## Equipos Participantes
| Copa Chile 2015           |                        |                          |                                         |           |                                      |                  |
| Equipo                    | Entrenador             | Ciudad                   | Estadio                                 | Capacidad | Resultado Copa Chile 2014-15         | División         |
| Audax Italiano            | Jorge Pellicer         | Santiago (La Florida)    | Bicentenario de La Florida              | 12.000    | Cuartos de final                     | Primera División |
| Barnechea                 | Francisco Bozán        | Santiago (Lo Barnechea)  | Bicentenario de La Florida              | 12.000    | Fase de grupos (4.° puesto Grupo 4)  | Primera B        |
| Cobreloa                  | César Vigevani         | Calama                   | Zorros del Desierto                     | 13.500    | Cuartos de final                     | Primera B        |
| Cobresal                  | Arturo Norambuena      | El Salvador              | El Cobre                                | 20.752    | Fase de grupos (3.er puesto Grupo 2) | Primera División |
| Colo-Colo                 | José Luis Sierra       | Santiago (Macul)         | Monumental                              | 47.017    | Final                                | Primera División |
| Coquimbo Unido            | Víctor Hugo Castañeda  | Coquimbo                 | Bicentenario Francisco Sánchez Rumoroso | 18.750    | Octavos de final                     | Primera B        |
| Curicó Unido              | Luis Marcoleta         | Curicó                   | Bicentenario La Granja                  | 8000      | Fase de grupos (4.° puesto Grupo 6)  | Primera B        |
| Deportes Antofagasta      | José Cantillana        | Antofagasta              | Bicentenario Regional Calvo y Bascuñán  | 21.178    | Fase de grupos (4.° puesto Grupo 1)  | Primera División |
| Deportes Concepción       | Juan José Ribera       | Concepción               | Ester Roa Rebolledo                     | 30.448    | Fase de grupos (4.° puesto Grupo 6)  | Primera B        |
| Deportes Copiapó          | Rubén Sánchez          | Copiapó                  | Municipal de Caldera                    | 3.000     | Fase de grupos (4.° puesto Grupo 2)  | Primera B        |
| Deportes Iquique          | Nelson Acosta          | Iquique                  | Tierra de Campeones                     | 14.000    | Fase de grupos (4.° puesto Grupo 3)  | Primera División |
| Deportes La Serena        | Luis Musrri            | La Serena                | Bicentenario La Portada                 | 18.243    | Fase de grupos (3.er puesto Grupo 2) | Primera B        |
| Deportes Puerto Montt     | Erwin Durán            | Puerto Montt             | Bicentenario Chinquihue                 | 10.000    | No participó                         | Primera B        |
| Deportes Temuco           | Luis Landeros          | Temuco                   | Bicentenario Germán Becker              | 18.500    | Cuartos de final                     | Primera B        |
| Everton                   | Víctor Rivero          | Viña del Mar             | Sausalito                               | 25.000    | Fase de grupos (3.er puesto Grupo 4) | Primera B        |
| Huachipato                | Hugo Vilches           | Talcahuano               | CAP                                     | 10.500    | Fase de grupos (3.er puesto Grupo 6) | Primera División |
| Iberia                    | Nelson Soto            | Los Ángeles              | Municipal de Los Ángeles                | 4.150     | Fase de grupos (4.° puesto Grupo 8)  | Primera B        |
| Magallanes                | Pablo Abraham          | Santiago (San Bernardo)  | Municipal de San Bernardo               | 8000      | Octavos de final                     | Primera B        |
| Ñublense                  | Fernando Díaz          | Chillán                  | Bicentenario Nelson Oyarzún             | 12.000    | Octavos de final                     | Primera B        |
| O'Higgins                 | Pablo Sánchez          | Rancagua                 | Bicentenario El Teniente                | 15.600    | Fase de grupos (3.er puesto Grupo 7) | Primera División |
| Palestino                 | Pablo Guede            | Santiago (La Cisterna)   | Municipal de La Cisterna                | 6.000     | Subcampeón                           | Primera División |
| Rangers                   | Carlos Rojas           | Talca                    | Bicentenario Fiscal de Talca            | 8000      | Fase de grupos (4.° puesto Grupo 5)  | Primera B        |
| San Luis                  | Mario Sciacqua         | Quillota                 | Bicentenario Lucio Fariña               | 7.703     | Octavos de final                     | Primera División |
| San Marcos de Arica       | Marco Antonio Figueroa | Arica                    | Bicentenario Carlos Dittborn            | 9.956     | Cuartos de final                     | Primera División |
| Santiago Morning          | Mauricio Pozo          | Santiago (La Pintana)    | Municipal de La Pintana                 | 6.000     | Fase de grupos (4.° puesto Grupo 1)  | Primera B        |
| Santiago Wanderers        | Emiliano Astorga       | Valparaíso               | Bicentenario Elías Figueroa             | 23.000    | Octavos de final                     | Primera División |
| Unión Española            | Fernando Vergara       | Santiago (Independencia) | Santa Laura-Universidad SEK             | 22.000    | Semifinal                            | Primera División |
| Unión La Calera           | Ariel Pereyra          | La Calera                | Nicolás Chahuán                         | 10.000    | Fase de grupos (4.° puesto Grupo 4)  | Primera División |
| Unión San Felipe          | Germán Corengia        | San Felipe               | Municipal de San Felipe                 | 10.000    | Cuartos de final                     | Primera B        |
| Universidad Católica      | Mario Salas            | Santiago (Las Condes)    | San Carlos de Apoquindo                 | 20.000    | Fase de grupos (3.er puesto Grupo 8) | Primera División |
| Universidad de Chile      | Martín Lasarte         | Santiago                 | Nacional Julio Martínez Pradanos        | 48.665    | Campeón                              | Primera División |
| Universidad de Concepción | Ronald Fuentes         | Concepción               | Municipal de Yumbel                     | 3.000     | Semifinal                            | Primera División |

## Equipos por región
| Región             | N.º | Equipos |
| ------------------ | --- | --- |
| Metropolitana      | 9   | Audax Italiano, Barnechea, Colo-Colo, Magallanes, Palestino, Santiago Morning, Unión Española, Universidad Católica y Universidad de Chile |
| Valparaíso         | 5   | Everton, San Luis de Quillota, Santiago Wanderers, Unión La Calera y Unión San Felipe                                                      |
| Biobío             | 5   | Deportes Concepción, Huachipato, Iberia, Ñublense y Universidad de Concepción                                                              |
| Antofagasta        | 2   | Cobreloa y Deportes Antofagasta |
| Atacama            | 2   | Cobresal y Deportes Copiapó |
| Coquimbo           | 2   | Coquimbo Unido y Deportes La Serena |
| Maule              | 2   | Curicó Unido y Rangers |
| Arica y Parinacota | 1   | San Marcos de Arica |
| Tarapacá           | 1   | Deportes Iquique |
| O'Higgins          | 1   | O'Higgins |
| Araucanía          | 1   | Deportes Temuco |
| Los Lagos          | 1   | Deportes Puerto Montt |
| Total              | 32  | |

| Deportes Iquique Cobreloa Deportes Antofagasta Cobresal Deportes Copiapó Deportes La Serena Coquimbo Unido Unión La Calera San Luis Unión San Felipe Everton Santiago Wanderers Barnechea Magallanes Santiago Morning Universidad de Chile Colo-Colo Universidad Católica Unión Española Audax Italiano Palestino O'Higgins Curicó Unido Rangers Huachipato Universidad de Concepción Deportes Concepción Deportes Temuco Deportes Puerto Montt San Marcos de Arica |

## Fase de grupos
La fase de grupos se inició el 8 de julio, cuatro días después de finalizada la Copa América 2015 que se realizó en Chile. El formato de los grupos fue el mismo de la edición anterior: los 32 equipos divididos en 8 grupos de 4 equipos, donde los 2 mejores de cada grupo, clasificaron a los octavos de final. El fixture de los 8 grupos del certamen, quedó confeccionado de la siguiente manera:

### Grupo 1
| Equipo               | Pts | PJ | PG | PE | PP | GF | GC | Dif |
| -------------------- | --- | -- | -- | -- | -- | -- | -- | --- |
| Deportes Iquique     | 10  | 6  | 3  | 1  | 2  | 7  | 6  | +1  |
| Cobreloa             | 9   | 6  | 3  | 0  | 3  | 6  | 5  | +1  |
| San Marcos de Arica  | 9   | 6  | 3  | 0  | 3  | 5  | 5  | 0   |
| Deportes Antofagasta | 7   | 6  | 2  | 1  | 3  | 6  | 8  | -2  |

|  | Cobreloa             | 1 - 0 Archivado el 11 de julio de 2015 en Wayback Machine.      | San Marcos de Arica  |  | Zorros del Desierto | Roberto Tobar      | 8 de julio  | 16:00 |  |
|  | Deportes Iquique     | 3 - 3 Archivado el 13 de julio de 2015 en Wayback Machine.      | Deportes Antofagasta |  | Tierra de Campeones | Piero Maza         | 8 de julio  | 21:00 |  |
|  | Deportes Iquique     | 0 - 1 Archivado el 13 de julio de 2015 en Wayback Machine.      | San Marcos de Arica  |  | Tierra de Campeones | Felipe González    | 12 de julio | 16:00 |  |
|  | Deportes Antofagasta | 2 - 0 Archivado el 13 de julio de 2015 en Wayback Machine.      | Cobreloa             |  | Calvo y Bascuñán    | César Deischler    | 12 de julio | 16:00 |  |
|  | Cobreloa             | 0 - 1 Archivado el 16 de julio de 2015 en Wayback Machine.      | Deportes Iquique     |  | Zorros del Desierto | René De la Rosa    | 15 de julio | 16:00 |  |
|  | San Marcos de Arica  | 0 - 1 Archivado el 16 de julio de 2015 en Wayback Machine.      | Deportes Antofagasta |  | Carlos Dittborn     | Francisco Gilabert | 15 de julio | 22:00 |  |
|  | San Marcos de Arica  | 0 - 3 Archivado el 22 de julio de 2015 en Wayback Machine.      | Cobreloa             |  | Carlos Dittborn     | Claudio Aranda     | 18 de julio | 22:00 |  |
|  | Deportes Antofagasta | 0 - 1 Archivado el 23 de septiembre de 2015 en Wayback Machine. | Deportes Iquique     |  | Calvo y Bascuñán    | Piero Maza         | 19 de julio | 16:00 |  |
|  | Deportes Antofagasta | 0 - 2 Archivado el 23 de septiembre de 2015 en Wayback Machine. | San Marcos de Arica  |  | Calvo y Bascuñán    | Angelo Hermosilla  | 29 de julio | 17:45 |  |
|  | Deportes Iquique     | 2 - 0 Archivado el 23 de septiembre de 2015 en Wayback Machine. | Cobreloa             |  | Tierra de Campeones | Carlos Rumiano     | 29 de julio | 21:00 |  |
|  | San Marcos de Arica  | 2 - 0 Archivado el 23 de septiembre de 2015 en Wayback Machine. | Deportes Iquique     |  | Carlos Dittborn     | Jorge Osorio       | 2 de agosto | 16:00 |  |
|  | Cobreloa             | 2 - 0 Archivado el 23 de septiembre de 2015 en Wayback Machine. | Deportes Antofagasta |  | Zorros del Desierto | Felipe González    | 2 de agosto | 16:00 |  |

### Grupo 2
| Equipo             | Pts | PJ | PG | PE | PP | GF | GC | Dif |
| ------------------ | --- | -- | -- | -- | -- | -- | -- | --- |
| Coquimbo Unido     | 14  | 6  | 4  | 2  | 0  | 10 | 6  | +4  |
| Deportes Copiapó   | 10  | 6  | 3  | 1  | 2  | 9  | 6  | +3  |
| Cobresal           | 5   | 6  | 1  | 2  | 3  | 9  | 14 | -5  |
| Deportes La Serena | 4   | 6  | 1  | 1  | 4  | 6  | 8  | -2  |

|  | Cobresal           | 3 - 2 | Deportes La Serena |  | El Cobre                   | Héctor Jona     | 8 de julio  | 15:30 |  |
|  | Coquimbo Unido     | 1 - 0 | Deportes Copiapó   |  | La Pampilla                | René De la Rosa | 8 de julio  | 16:00 |  |
|  | Deportes Copiapó   | 4 - 1 | Cobresal           |  | La Caldera                 | Omar Oporto     | 11 de julio | 16:00 |  |
|  | Deportes La Serena | 1 - 2 | Coquimbo Unido     |  | La Portada                 | Roberto Tobar   | 12 de julio | 12:00 |  |
|  | Deportes Copiapó   | 1 - 0 | Deportes La Serena |  | La Caldera                 | Patricio Blanca | 15 de julio | 16:00 |  |
|  | Cobresal           | 2 - 2 | Coquimbo Unido     |  | El Cobre                   | Nicolás Muñoz   | 16 de julio | 15:30 |  |
|  | Cobresal           | 2 - 2 | Deportes Copiapó   |  | El Cobre                   | Nicolás Gamboa  | 19 de julio | 15:30 |  |
|  | Deportes La Serena | 0 - 1 | Deportes Copiapó   |  | La Portada                 | Héctor Jona     | 29 de julio | 16:00 |  |
|  | Coquimbo Unido     | 2 - 1 | Cobresal           |  | La Pampilla                | Cristián Pavez  | 30 de julio | 16:00 |  |
|  | Deportes Copiapó   | 1 - 2 | Coquimbo Unido     |  | La Caldera                 | Omar Oporto     | 2 de agosto | 12:00 |  |
|  | Deportes La Serena | 2 - 0 | Cobresal           |  | La Portada                 | René de la Rosa | 2 de agosto | 12:00 |  |
|  | Coquimbo Unido     | 1 - 1 | Deportes La Serena |  | Francisco Sánchez Rumoroso | Piero Maza      | 5 de agosto | 14:00 |  |

### Grupo 3
| Equipo               | Pts | PJ | PG | PE | PP | GF | GC | Dif |
| -------------------- | --- | -- | -- | -- | -- | -- | -- | --- |
| San Luis de Quillota | 10  | 6  | 2  | 4  | 0  | 8  | 4  | +4  |
| Everton              | 9   | 6  | 2  | 3  | 1  | 10 | 8  | +2  |
| Santiago Wanderers   | 7   | 6  | 1  | 4  | 1  | 10 | 9  | +1  |
| Unión La Calera      | 3   | 6  | 0  | 3  | 3  | 8  | 15 | -7  |

|  | Santiago Wanderers   | 1 - 1 | San Luis de Quillota |  | Elías Figueroa Brander | Angelo Hermosilla | 8 de julio  | 19:00 |  |
|  | Unión La Calera      | 4 - 4 | Everton              |  | Lucio Fariña Fernández | Claudio Aranda    | 8 de julio  | 19:00 |  |
|  | San Luis de Quillota | 1 - 1 | Unión La Calera      |  | Lucio Fariña Fernández | Nicolás Muñoz     | 12 de julio | 16:00 |  |
|  | Unión La Calera      | 2 - 2 | Santiago Wanderers   |  | Lucio Fariña Fernández | César Deischler   | 15 de julio | 19:00 |  |
|  | Everton              | 0 - 1 | San Luis de Quillota |  | Lucio Fariña Fernández | Christian Rojas   | 16 de julio | 16:00 |  |
|  | Santiago Wanderers   | 1 - 3 | Everton              |  | Elías Figueroa Brander | Enrique Osses     | 19 de julio | 12:00 |  |
|  | Unión La Calera      | 0 - 3 | San Luis de Quillota |  | Lucio Fariña Fernández | Claudio Puga      | 19 de julio | 16:00 |  |
|  | San Luis de Quillota | 1 - 1 | Santiago Wanderers   |  | Lucio Fariña Fernández | Piero Maza        | 29 de julio | 19:00 |  |
|  | Everton              | 1 - 0 | Unión La Calera      |  | Sausalito              | Franco Arrué      | 30 de julio | 19:00 |  |
|  | Santiago Wanderers   | 4 - 1 | Unión La Calera      |  | Elías Figueroa Brander | Eduardo Gamboa    | 2 de agosto | 12:00 |  |
|  | San Luis de Quillota | 1 - 1 | Everton              |  | Lucio Fariña Fernández | Julio Bascuñán    | 2 de agosto | 16:00 |  |
|  | Everton              | 1 - 1 | Santiago Wanderers   |  | Sausalito              | Eduardo Gamboa    | 5 de agosto | 15:30 |  |

### Grupo 4
| Equipo               | Pts | PJ | PG | PE | PP | GF | GC | Dif |
| -------------------- | --- | -- | -- | -- | -- | -- | -- | --- |
| Audax Italiano       | 13  | 6  | 4  | 1  | 1  | 12 | 3  | +9  |
| Universidad Católica | 12  | 6  | 4  | 0  | 2  | 16 | 9  | +7  |
| Magallanes           | 7   | 6  | 2  | 1  | 3  | 8  | 9  | -1  |
| Barnechea            | 2   | 6  | 0  | 2  | 4  | 5  | 20 | -15 |

|  | Barnechea            | 1 - 6 | Universidad Católica |  | San Carlos de Apoquindo     | Claudio Puga      | 8 de julio   | 17:30 |  |
|  | Audax Italiano       | 1 - 0 | Magallanes           |  | Bicentenario de La Florida  | Cristián Pavez    | 9 de julio   | 19:00 |  |
|  | Magallanes           | 2 - 2 | Barnechea            |  | Bicentenario de La Florida  | Nicolás Gamboa    | 12 de julio  | 11:30 |  |
|  | Audax Italiano       | 3 - 0 | Universidad Católica |  | Bicentenario de La Florida  | Julio Bascuñán    | 12 de julio  | 18:30 |  |
|  | Barnechea            | 1 - 1 | Audax Italiano       |  | Bicentenario de La Florida  | Felipe González   | 15 de julio  | 16:00 |  |
|  | Universidad Católica | 1 - 2 | Magallanes           |  | San Carlos de Apoquindo     | Franco Arrué      | 15 de julio  | 20:00 |  |
|  | Magallanes           | 1 - 2 | Universidad Católica |  | Santa Laura-Universidad SEK | Angelo Hermosilla | 18 de julio  | 15:30 |  |
|  | Audax Italiano       | 3 - 0 | Barnechea            |  | Bicentenario de La Florida  | Christian Rojas   | 19 de julio  | 16:00 |  |
|  | Universidad Católica | 2 - 1 | Audax Italiano       |  | San Carlos de Apoquindo     | Jorge Osorio      | 30 de julio  | 17:45 |  |
|  | Magallanes           | 0 - 3 | Audax Italiano       |  | Santiago Bueras             | José Cabero       | 2 de agosto  | 16:00 |  |
|  | Universidad Católica | 5 - 1 | Barnechea            |  | San Carlos de Apoquindo     | Roberto Tobar     | 2 de agosto  | 18:15 |  |
|  | Barnechea            | 0 - 3 | Magallanes           |  | Lucio Fariña Fernández      | Nicolás Muñoz     | 12 de agosto | 18:30 |  |

### Grupo 5
| Equipo           | Pts | PJ | PG | PE | PP | GF | GC | Dif |
| ---------------- | --- | -- | -- | -- | -- | -- | -- | --- |
| Unión Española   | 14  | 6  | 4  | 2  | 0  | 13 | 6  | +7  |
| Santiago Morning | 10  | 6  | 3  | 1  | 2  | 16 | 10 | +6  |
| Palestino        | 6   | 6  | 2  | 0  | 4  | 8  | 13 | -5  |
| Unión San Felipe | 4   | 6  | 1  | 1  | 4  | 6  | 14 | -8  |

|  | Santiago Morning | 3 - 1 | Palestino        |  | Santiago Bueras             | Christian Rojas    | 8 de julio  | 16:00 |  |
|  | Unión San Felipe | 1 - 1 | Unión Española   |  | Municipal de San Felipe     | Francisco Gilabert | 8 de julio  | 18:30 |  |
|  | Palestino        | 2 - 1 | Unión San Felipe |  | Municipal de La Cisterna    | Patricio Blanca    | 11 de julio | 16:00 |  |
|  | Unión Española   | 2 - 2 | Santiago Morning |  | Santa Laura-Universidad SEK | Claudio Aranda     | 11 de julio | 18:00 |  |
|  | Santiago Morning | 6 - 1 | Unión San Felipe |  | Santiago Bueras             | Marcelo González   | 15 de julio | 15:30 |  |
|  | Palestino        | 0 - 2 | Unión Española   |  | Municipal de La Cisterna    | Carlos Ulloa       | 16 de julio | 16:00 |  |
|  | Unión San Felipe | 1 - 3 | Santiago Morning |  | Municipal de San Felipe     | Marcelo Jeria      | 18 de julio | 16:00 |  |
|  | Unión Española   | 4 - 2 | Palestino        |  | Santa Laura-Universidad SEK | Eduardo Gamboa     | 19 de julio | 18:00 |  |
|  | Santiago Morning | 0 - 2 | Unión Española   |  | Santiago Bueras             | Francisco Gilabert | 30 de julio | 15:30 |  |
|  | Unión San Felipe | 1 - 0 | Palestino        |  | Municipal de San Felipe     | Marcelo González   | 30 de julio | 20:00 |  |
|  | Palestino        | 3 - 2 | Santiago Morning |  | Municipal de La Cisterna    | Carlos Rumiano     | 2 de agosto | 11:00 |  |
|  | Unión Española   | 2 - 1 | Unión San Felipe |  | Santa Laura-Universidad SEK | César Deischler    | 2 de agosto | 16:00 |  |

### Grupo 6
| Equipo               | Pts | PJ | PG | PE | PP | GF | GC | Dif |
| -------------------- | --- | -- | -- | -- | -- | -- | -- | --- |
| Universidad de Chile | 14  | 6  | 4  | 2  | 0  | 15 | 9  | +6  |
| O'Higgins            | 7   | 6  | 2  | 1  | 3  | 11 | 12 | -1  |
| Rangers              | 7   | 6  | 2  | 1  | 3  | 7  | 10 | -3  |
| Curicó Unido         | 6   | 6  | 2  | 0  | 4  | 9  | 11 | -2  |

|  | Rangers              | 2 - 1 | O'Higgins            |  | Fiscal de Talca                  | Rafael Troncoso | 9 de julio   | 17:30 |  |
|  | Universidad de Chile | 1 - 0 | Curicó Unido         |  | Nacional Julio Martínez Pradanos | Eduardo Gamboa  | 9 de julio   | 20:00 |  |
|  | Curicó Unido         | 1 - 0 | Rangers              |  | La Granja                        | Marcelo Jeria   | 12 de julio  | 15:30 |  |
|  | O'Higgins            | 2 - 3 | Universidad de Chile |  | El Teniente                      | Patricio Polic  | 12 de julio  | 15:30 |  |
|  | O'Higgins            | 2 - 1 | Curicó Unido         |  | El Teniente                      | Claudio Puga    | 15 de julio  | 17:30 |  |
|  | Universidad de Chile | 2 - 2 | O'Higgins            |  | Nacional Julio Martínez Pradanos | Roberto Tobar   | 19 de julio  | 18:30 |  |
|  | Curicó Unido         | 3 - 4 | Universidad de Chile |  | La Granja                        | Julio Bascuñán  | 29 de julio  | 17:30 |  |
|  | O'Higgins            | 1 - 2 | Rangers              |  | El Teniente                      | Patricio Blanca | 29 de julio  | 19:00 |  |
|  | Universidad de Chile | 2 - 2 | Rangers              |  | Nacional Julio Martínez Pradanos | Claudio Puga    | 1 de agosto  | 18:00 |  |
|  | Curicó Unido         | 2 - 3 | O'Higgins            |  | La Granja                        | Claudio Aranda  | 2 de agosto  | 16:00 |  |
|  | Rangers              | 0 - 3 | Universidad de Chile |  | Fiscal de Talca                  | Jorge Osorio    | 5 de agosto  | 12:00 |  |
|  | Rangers              | 1 - 2 | Curicó Unido         |  | Fiscal de Talca                  | René de la Rosa | 12 de agosto | 15:00 |  |

### Grupo 7
| Equipo              | Pts | PJ | PG | PE | PP | GF | GC | Dif |
| ------------------- | --- | -- | -- | -- | -- | -- | -- | --- |
| Colo-Colo           | 13  | 6  | 4  | 1  | 1  | 16 | 6  | +10 |
| Huachipato          | 13  | 6  | 4  | 1  | 1  | 8  | 4  | +4  |
| Deportes Concepción | 7   | 6  | 2  | 1  | 3  | 6  | 9  | -3  |
| Ñublense            | 1   | 6  | 0  | 1  | 5  | 2  | 13 | -11 |

|  | Ñublense            | 0 - 0 | Deportes Concepción |  | Nelson Oyarzún       | Cristián Andaur | 8 de julio  | 19:00 |  |
|  | Huachipato          | 1 - 0 | Colo-Colo           |  | CAP                  | Patricio Polic  | 8 de julio  | 20:00 |  |
|  | Colo-Colo           | 4 - 2 | Ñublense            |  | Monumental           | Carlos Ulloa    | 11 de julio | 18:30 |  |
|  | Deportes Concepción | 1 - 0 | Huachipato          |  | Federico Schwager    | Rafael Troncoso | 12 de julio | 16:00 |  |
|  | Huachipato          | 2 - 0 | Ñublense            |  | CAP                  | Cristián Andaur | 15 de julio | 18:00 |  |
|  | Colo-Colo           | 3 - 1 | Deportes Concepción |  | Monumental           | Julio Bascuñán  | 16 de julio | 20:00 |  |
|  | Deportes Concepción | 1 - 3 | Colo-Colo           |  | CAP                  | Patricio Polic  | 19 de julio | 16:00 |  |
|  | Ñublense            | 0 - 1 | Huachipato          |  | Nelson Oyarzún       | Rafael Troncoso | 19 de julio | 16:00 |  |
|  | Deportes Concepción | 1 - 0 | Ñublense            |  | Municipal de Coronel | Cristián Andaur | 29 de julio | 16:00 |  |
|  | Colo-Colo           | 1 - 1 | Huachipato          |  | Monumental           | Carlos Ulloa    | 30 de julio | 20:00 |  |
|  | Ñublense            | 0 - 5 | Colo-Colo           |  | Nelson Oyarzún       | Enrique Osses   | 2 de agosto | 16:00 |  |
|  | Huachipato          | 3 - 2 | Deportes Concepción |  | CAP                  | Rafael Troncoso | 2 de agosto | 16:00 |  |

### Grupo 8
| Equipo                    | Pts | PJ | PG | PE | PP | GF | GC | Dif |
| ------------------------- | --- | -- | -- | -- | -- | -- | -- | --- |
| Deportes Puerto Montt     | 12  | 6  | 4  | 0  | 2  | 9  | 7  | +2  |
| Universidad de Concepción | 11  | 6  | 3  | 2  | 1  | 10 | 8  | +2  |
| Deportes Temuco           | 7   | 6  | 2  | 1  | 3  | 9  | 10 | -1  |
| Iberia                    | 4   | 6  | 1  | 1  | 4  | 9  | 12 | -3  |

|  | Deportes Temuco           | 1 - 2 | Universidad de Concepción |  | Germán Becker            | Franco Arrué     | 8 de julio   | 18:00 |  |
|  | Iberia                    | 3 - 0 | Deportes Puerto Montt     |  | Municipal de Los Ángeles | Julio Abdala     | 8 de julio   | 19:00 |  |
|  | Deportes Puerto Montt     | 2 - 1 | Deportes Temuco           |  | Chinquihue               | Marcelo González | 11 de julio  | 15:30 |  |
|  | Iberia                    | 1 - 2 | Universidad de Concepción |  | Municipal de Los Ángeles | Cristián Andaur  | 11 de julio  | 19:00 |  |
|  | Deportes Temuco           | 3 - 2 | Iberia                    |  | Municipal de Villarrica  | Héctor Jona      | 15 de julio  | 15:30 |  |
|  | Universidad de Concepción | 1 - 2 | Deportes Puerto Montt     |  | Municipal de Yumbel      | Rafael Troncoso  | 15 de julio  | 16:00 |  |
|  | Deportes Puerto Montt     | 1 - 2 | Universidad de Concepción |  | Chinquihue               | Omar Oporto      | 18 de julio  | 15:30 |  |
|  | Iberia                    | 1 - 3 | Deportes Temuco           |  | Municipal de Los Ángeles | José Cabero      | 18 de julio  | 19:00 |  |
|  | Universidad de Concepción | 1 - 1 | Deportes Temuco           |  | Municipal de Yumbel      | Patricio Polic   | 29 de julio  | 16:00 |  |
|  | Deportes Temuco           | 0 - 2 | Deportes Puerto Montt     |  | Germán Becker            | Nicolás Gamboa   | 2 de agosto  | 15:30 |  |
|  | Universidad de Concepción | 2 - 2 | Iberia                    |  | Municipal de Yumbel      | Cristián Andaur  | 2 de agosto  | 16:00 |  |
|  | Deportes Puerto Montt     | 2 - 0 | Iberia                    |  | Rubén Marcos Peralta     | José Cabero      | 12 de agosto | 16:00 |  |